# Johannes Ekendahl
Johannes Ekendahl, född 1668 i Enåkers socken, död 7 april 1722 i Stockholm, var en svensk präst.
Johannes Ekendahl var son till bonden Bengt i Norra Ekendahl, Enåkers socken. Han prästvigdes i Uppsala 1695 och tjänst därefter som pastorsadjunkt vid Skeppsholmens församling. Han var även senast 1699 huspredikant hos Gustaf Otto Stenbocks änka grevinnan Christina Catharina De la Gardie. 1701 blev Ekendahl komminister i Jakobs och Johannes församling i Stockholm. Han var predikant vid prästmötet i Uppsala 1707 och blev 1711 hovpredikant hos änkebrottning Hedvig Eleonora och frånträdde samtidigt komministertjänsten. Han blev 1714 kyrkoherde i Riddarholmens och Bromma församlingar. Samma år tillträdde Ekendahl en position som assessor i Stockholms stads konsistorium. Han blev 1719 fullmäktig i Riksens ständers kontor och riksdagsman i prästeståndet, men avsade sig på grund av ohälsa båda positionerna.